# Marmellata peruviana
Marmellata peruviana (in spagnolo marmelada peruana) è il soprannome dato all'incontro calcistico disputato il 21 giugno 1978 tra le rappresentative nazionali di Argentina e Perù a Rosario, nell'ambito del Mondiale argentino di quell'anno.

## Pre-gara
La situazione nel gruppo B della seconda fase a gruppi, alla vigilia dell'ultima giornata, era la seguente:
| Pos. | Squadra   | Pt | G | V | N | P | GF | GS | DR |
| ---- | --------- | -- | - | - | - | - | -- | -- | -- |
| 1.   | Brasile   | 3  | 2 | 1 | 1 | 0 | 3  | 0  | +3 |
| 2.   | Argentina | 3  | 2 | 1 | 1 | 0 | 2  | 0  | +2 |
| 3.   | Polonia   | 2  | 2 | 1 | 0 | 1 | 1  | 2  | -1 |
| 4.   | Perù      | 0  | 2 | 0 | 0 | 2 | 0  | 4  | -4 |

Le nazionali dell'Argentina e del Brasile erano appaiate a quota tre punti, frutto del pareggio a reti inviolate tra le due compagini e delle vittorie rispettivamente per 2-0 dell'Albiceleste contro la Polonia e dei Verdeoro per 3-0 sul Perù. Con una vittoria contro la Polonia, il Brasile di Zico avrebbe quasi certamente concluso il girone al primo posto, disputando così la finale e condannando i padroni di casa dell'Argentina a giocare la finale per il 3º e 4º posto.
Divennero quindi decisive le ultime due gare, che però non vennero giocate in contemporanea: alle 16:45 si sfidarono infatti i brasiliani e polacchi nello stadio di Mendoza, mentre alle 19:15 fu il turno della partita tra gli argentini e i peruviani, che si disputò a Rosario. Nella prima gara le due squadre, entrambe ancora in corsa, giocarono una partita spettacolare e combattuta, che si concluse sul 3-1 per i sudamericani: decisiva fu la doppietta di Roberto Dinamite nel secondo tempo, dopo che nel primo tempo al gol su tiro dalla lunga distanza di Nelinho aveva replicato il pareggio di Grzegorz Lato.

## La partita

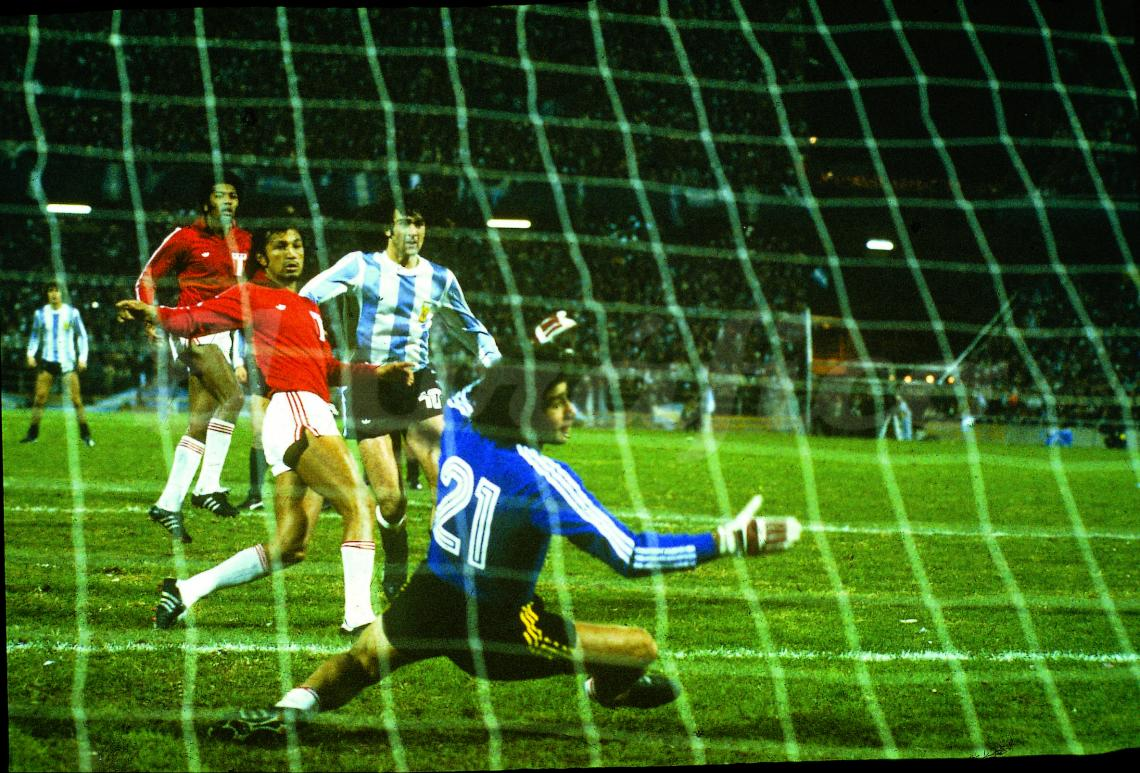
Un gol di Mario Kempes

La partita si giocò alle 19:15 al Gigante de Arroyito davanti a 37 315 spettatori; per arrivare in finale, l'Argentina avrebbe dovuto battere il Perù con almeno quattro reti di scarto. Il commissario tecnico César Luis Menotti compose una formazione con ben quattro attaccanti: Mario Kempes, Leopoldo Luque, Oscar Ortiz e Daniel Bertoni. La partita fu caratterizzata ancor prima del suo inizio da episodi incresciosi e sospetti. In sede di critica successiva ai fatti, alcuni autori hanno dichiarato che sarebbero giunte pressioni ai giocatori peruviani, sia da parte argentina che brasiliana; si è anche scritto di finanziamenti erogati al Perù dall'Argentina e di stretti legami del presidente peruviano Francisco Morales Bermúdez con la giunta della dittatura militare al potere in Argentina in quegli anni, guidata dal generale Jorge Rafael Videla. La notte precedente la partita i peruviani furono disturbati in albergo dal comportamento dei tifosi locali, mentre il giorno della gara l'autobus con i giocatori peruviani impiegò due ore per arrivare allo stadio, lungo un percorso che normalmente si poteva coprire in un quarto d'ora, e alla fine si fermò davanti alla curva argentina.
A ogni modo la partita, giocata in un clima incandescente, non fu inizialmente sfavorevole al Perù, che colpì anche un palo, tuttavia gli argentini già nel primo tempo segnarono due reti e alla fine vinsero per 6-0, grazie alle doppiette di Kempes e Luque e ai gol di Alberto Tarantini e di René Houseman. Il portiere Ramón Quiroga, argentino di Rosario naturalizzato peruviano, pur giocando una partita di tutto rispetto, divenne bersaglio di aspre polemiche, soprattutto da parte della federazione brasiliana. Entrambe le squadre negarono qualsiasi tentativo di combine, ma la partita fu rinominata dai media marmelada peruana ("marmellata peruviana").

## Post gara
| Pos. | Squadra   | Pt | G | V | N | P | GF | GS | DR  |
| ---- | --------- | -- | - | - | - | - | -- | -- | --- |
| 1.   | Argentina | 5  | 3 | 2 | 1 | 0 | 8  | 0  | +8  |
| 2.   | Brasile   | 5  | 3 | 2 | 1 | 0 | 6  | 1  | +5  |
| 3.   | Polonia   | 2  | 3 | 1 | 0 | 2 | 2  | 5  | -3  |
| 4.   | Perù      | 0  | 3 | 0 | 0 | 3 | 0  | 10 | -10 |

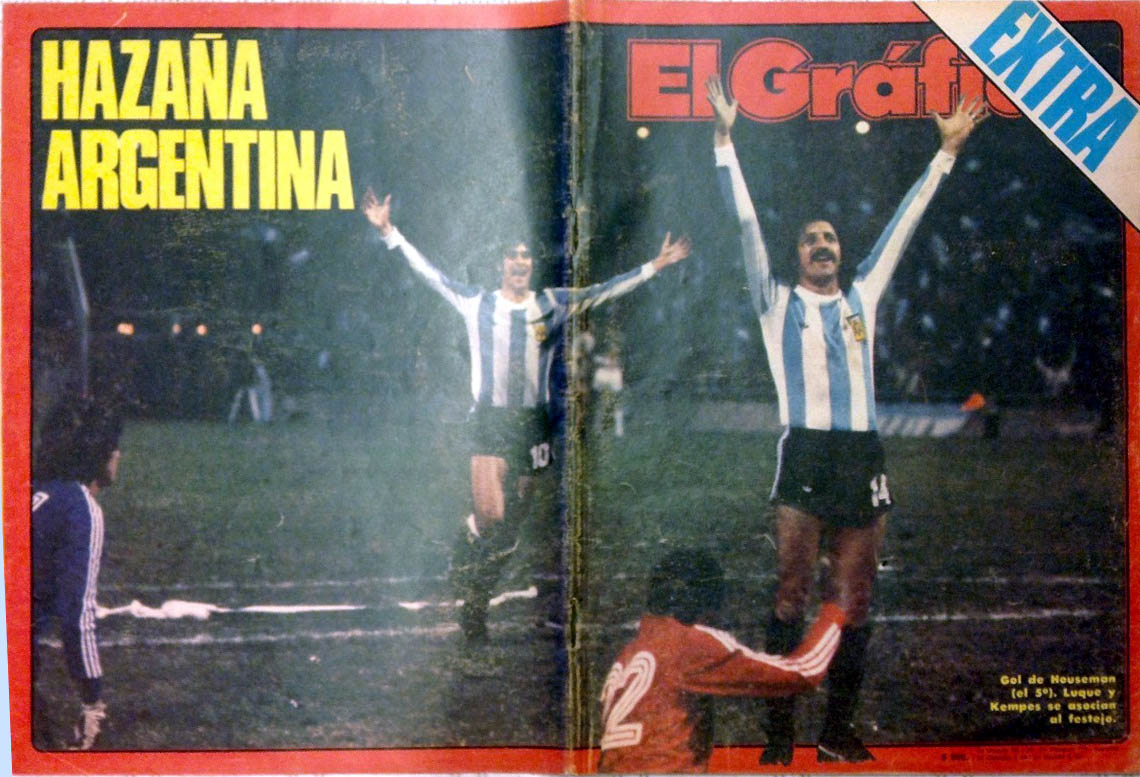
Edizione speciale della rivista argentina El Gráfico

In base a questi risultati i padroni di casa andarono a sfidare in finale i Paesi Bassi, mentre il Brasile giocò la finale per il terzo posto contro l'Italia.

## Tabellino
| Arbitro: | Wurtz |

|                                                         |           |  |
| Kempes 21’ 48’ Tarantini 43’ Luque 50’ 72’ Houseman 67’ | Marcatori |  |

| Argentina | Perù |

| P                  | 5  | Ubaldo Fillol     |  |     |
| D                  | 15 | Jorge Olguín      |  |     |
| D                  | 7  | Luis Galván       |  |     |
| D                  | 19 | Daniel Passarella |  |     |
| D                  | 20 | Alberto Tarantini |  |     |
| C                  | 12 | Omar Larrosa      |  |     |
| C                  | 6  | Américo Gallego   |  | 85’ |
| A                  | 10 | Mario Kempes      |  |     |
| A                  | 4  | Daniel Bertoni    |  | 64’ |
| A                  | 16 | Oscar Ortiz       |  |     |
| A                  | 14 | Leopoldo Luque    |  |     |
| Sostituzioni:      |    |                   |  |     |
| C                  | 1  | Norberto Alonso   |  |     |
| C                  | 2  | Osvaldo Ardiles   |  |     |
| P                  | 3  | Héctor Baley      |  |     |
| C                  | 8  | Rubén Galván      |  |     |
| C                  | 9  | René Houseman     |  | 64’ |
| C                  | 17 | Miguel Oviedo     |  | 85’ |
| CT:                |    |                   |  |     |
| César Luis Menotti |    |                   |  |     |

| P               | 21 | Ramón Quiroga       |             |     |
| D               | 4  | Héctor Chumpitaz    |             |     |
| D               | 3  | Rodolfo Manzo       |             |     |
| D               | 2  | Jaime Duarte        |             |     |
| D               | 22 | Roberto Rojas       |             |     |
| C               | 17 | Alfredo Quesada     | Ammonizione |     |
| C               | 6  | José Velásquez      | Ammonizione | 51’ |
| C               | 8  | César Cueto         |             |     |
| A               | 7  | Juan Muñante        |             |     |
| A               | 11 | Juan Carlos Oblitas |             |     |
| A               | 10 | Teófilo Cubillas    |             |     |
| Sostituzioni:   |    |                     |             |     |
| P               | 1  | Ottorino Sartor     |             |     |
| D               | 5  | Rubén Toribio Díaz  |             |     |
| A               | 9  | Percy Rojas         |             |     |
| D               | 14 | José Navarro        |             |     |
| A               | 16 | Raúl Gorriti        | 51’         |     |
| C               | 18 | Ernesto Labarthe    |             |     |
| CT:             |    |                     |             |     |
| Marcos Calderón |    |                     |             |     |

## Conseguenze

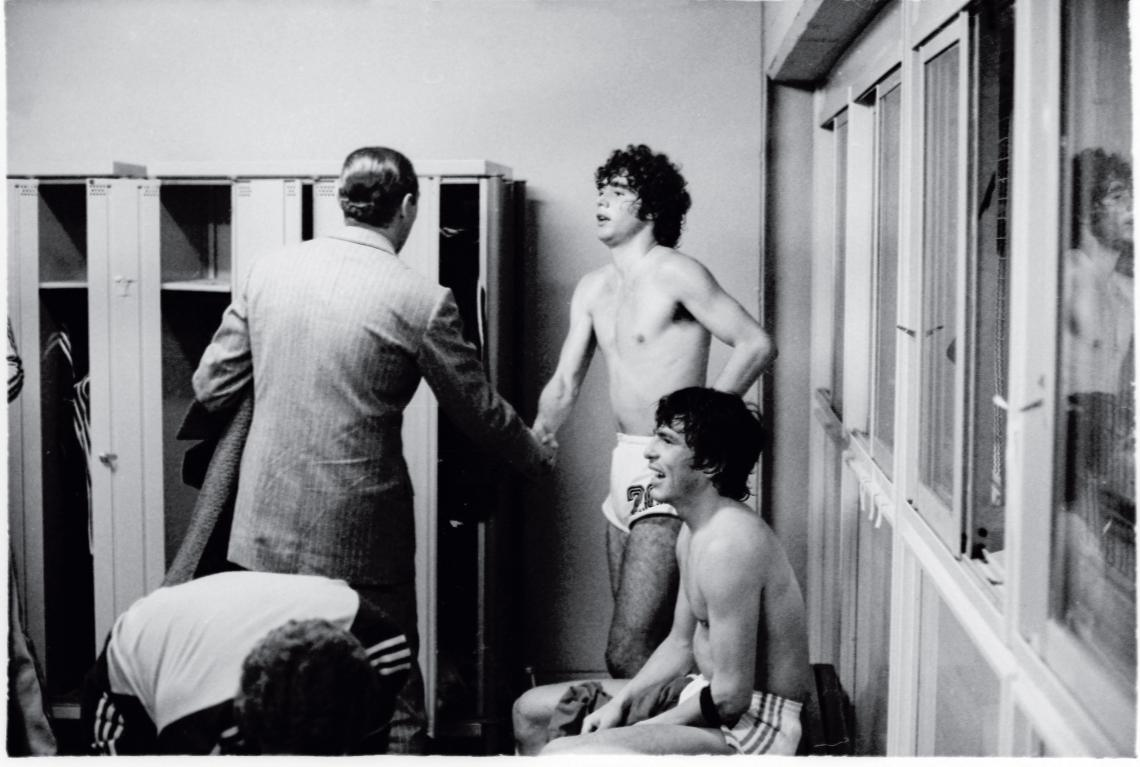
Il dittatore argentino Jorge Rafael Videla si congratula negli spogliatoi con il difensore della nazionale Alberto Tarantini

Nonostante le polemiche, nessun tipo di accusa fu mai provata; solo diversi decenni dopo un giocatore peruviano sceso in campo durante la sfida, il centrocampista José Velásquez, raccontò che alcuni suoi compagni di squadra fecero in modo di favorire l'accesso in finale dell'Argentina.
A partire dai mondiali del 1986 la FIFA imporrà la contemporaneità delle ultime partite dei gironi, onde evitare comportamenti volti a ottenere risultati di comodo; ciò anche a seguito del patto di non belligeranza di Gijón, soprannome dato all'incontro fra Germania Ovest e Austria nell'edizione del 1982.

## Nella cultura di massa
- La rock band argentina Bersuit Vergarabat, nella canzone La argentinidad al palo, menziona il 6-0 rifilato al Perù come una delle conquiste dell'Argentina sotto forma di parodia, sebbene in realtà il brano evidenzi una forte critica sociale.[8]